# Live in London (album de Deep Purple)
Pour les articles homonymes, voir Live in London.
Albums de Deep Purple
Deep Purple in Concert
(1980) Perfect Strangers
(1984)
Live in London est un album en public du groupe de hard rock anglais Deep Purple. Il est sorti en 1982 sur le label Harvest Records et a été produit par le groupe. 

## Historique
Il a été enregistré par la « Mark III » du groupe, avec David Coverdale et Glenn Hughes, le 22 mai 1974 au Gaumont State Cinema de Kilburn lors de la tournée de promotion de l'album Burn. Cet enregistrement a été diffusé par la BBC le 6 juin de la même année.
Il se classa à la 23e place des charts britanniques.
Live in London a été réédité en 2007 par EMI avec un titre supplémentaire, Space Truckin', enregistré lors du même concert, mais écarté de la version vinyle.

## Liste des titres
Toutes les chansons sont de Ritchie Blackmore, David Coverdale, Glenn Hughes, Jon Lord et Ian Paice, sauf mention contraire.

### Album original

#### Face 1
1. Burn – 6:58
2. Might Just Take Your Life – 4:51
3. Lay Down, Stay Down – 5:11
4. Mistreated (Coverdale, Blackmore) – 11:34

#### Face 2
1. Smoke on the Water (Ian Gillan, Blackmore, Roger Glover, Lord, Paice) – 10:33
2. You Fool No One – 18:14 (le titre comprend une introduction à l'orgue Hammond par Jon Lord qui reprend un extrait de Jésus que ma joie demeure de Bach, un long solo de guitare de Ritchie Blackmore, sans les autres musiciens, suivi d'une improvisation blues, ainsi qu'un solo de batterie de Ian Paice)

### Réédition 2007

#### Disque 1
1. Burn – 7:46
2. Might Just Take Your Life – 5:17
3. Lay Down, Stay Down – 5:29
4. Mistreated (Coverdale, Blackmore) – 15:28
5. Smoke on the Water (Gillan, Blackmore, Glover, Lord, Paice) – 9:14

#### Disque 2
1. You Fool No One – 20:23
2. Space Truckin' (Gillan, Blackmore, Glover, Lord, Paice) – 31:03

## Musiciens
- Ritchie Blackmore : guitare
- David Coverdale : chant
- Glenn Hughes : basse, chant
- Jon Lord : claviers
- Ian Paice : batterie, percussions

## Charts
| année | Pays        | Durée du classement | Meilleur classement |
| ----- | ----------- | ------------------- | ------------------- |
| 1982  | Royaume-Uni | 5 semaines          | 23e                 |
| 2007  | Autriche    | 1 semaine           | 74e                 |
| 2007  | France      | 2 semaines          | 182e                |